# Marigny-Le-Lozon
Marigny-Le-Lozon est une commune nouvelle française située dans le département de la Manche en Normandie créée le 1er janvier 2016 par la fusion de Lozon et Marigny, qui sont devenues ses communes déléguées.

## Géographie

### Description
Marigny-Le-Lozon est un bourg périurbain du Coutançais dans la Manche, ancien chef-lieu de canton, située à 15 km à vol d'oiseau au nord-est de Coutances et 26 km du littoral de la Manche, 30 km au sud de Valogne dans la péninsule du Cotentin, 12 km à l'ouest de Saint-Lô et 65 km et de Caen.
Il est traversé par le sentier de grande randonnée de pays (GRP) Les troors cachés du Coutançais et le territoire communal est limité au sud par le tracé de l'ancienne route nationale 172 (actuelle RD 972).
Le parc naturel régional des Marais du Cotentin et du Bessin jouxte au nord Marigny-Le-Lozon.

### Communes limitrophes
| Feugères               | Remilly Les Marais | Le Mesnil-Eury                              |
| Hauteville-la-Guichard | Marigny-Le-Lozon   | Montreuil-sur-Lozon Thèreval Le Mesnil-Amey |
| Le Lorey Cametours     | Carantilly         | Quibou                                      |

### Hydrographie
La commune est située dans le bassin Seine-Normandie. Elle est drainée par le Lozon, la Venloue, l'Orogale, le bras le Lozon, le cours d'eau 03 de la commune de Hauteville la Guichard, le cours d'eau 06 de la commune de Hauteville la Guichard, le fossé 01 de la Clergerie, le fossé 01 de la commune de Marigny, le fossé 01 de la commune du Mesnil-Amley, le fossé 01 des Fosses Gahel, le fossé 11 de la Fosse, le Lozon et divers autres petits cours d'eau,.
Le Lozon, d'une longueur de 25 km, prend sa source dans la commune de Cametours et se jette dans la Taute en limite de Marchésieux et de Tribehou, après avoir traversé dix communes. 
La Venloue, d'une longueur de 15 km, prend sa source dans la commune de Camprond et se jette dans le Lozon en limite de Marchésieux et de Remilly Les Marais, après avoir traversé huit communes. 

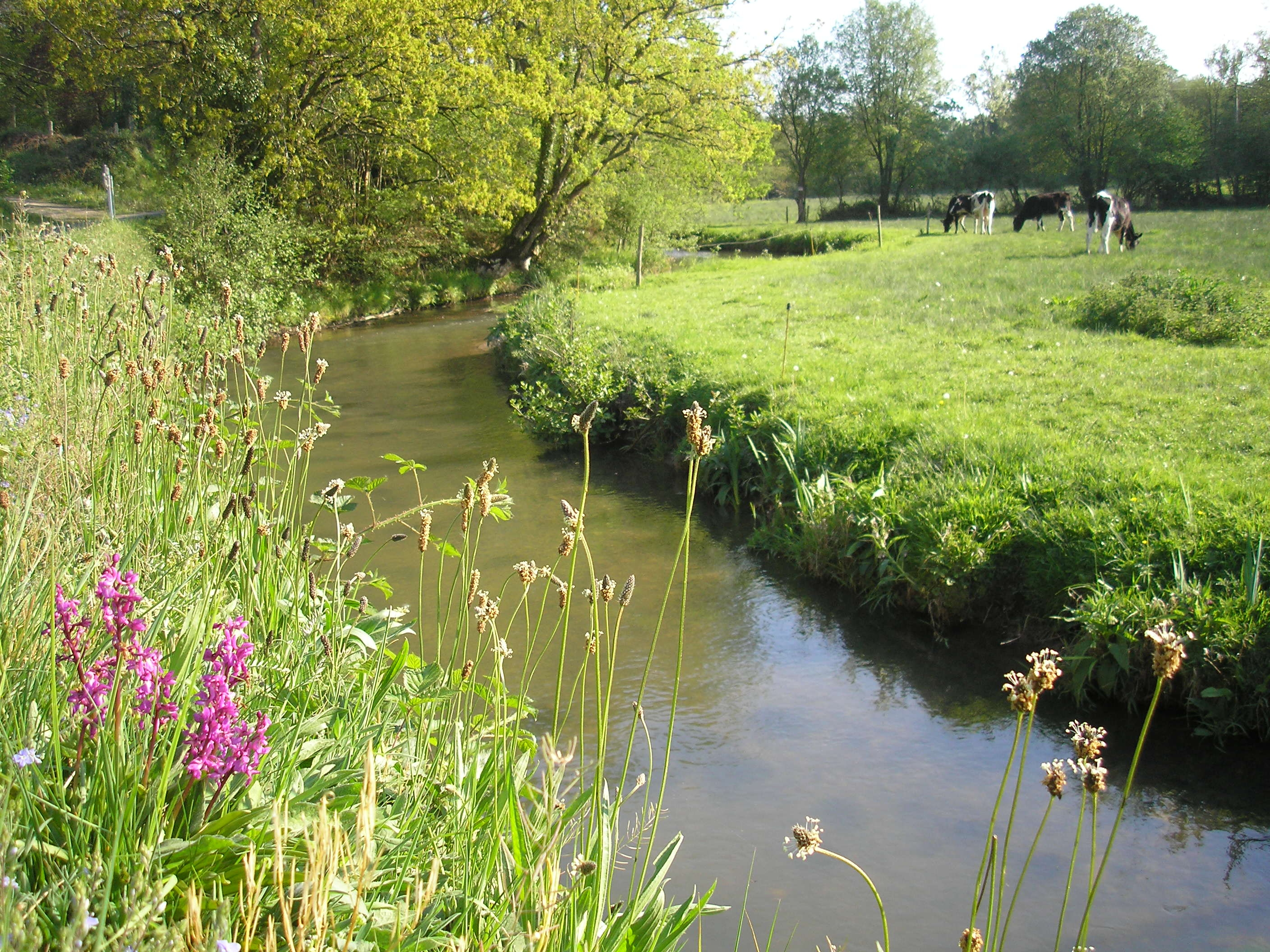
Le Lozon entre Marigny, à gauche, et Hauteville-la-Guichard, à droite (Normandie, France). Bouquet d'orchis mâle (Orchis mascula) au premier plan à gauche.
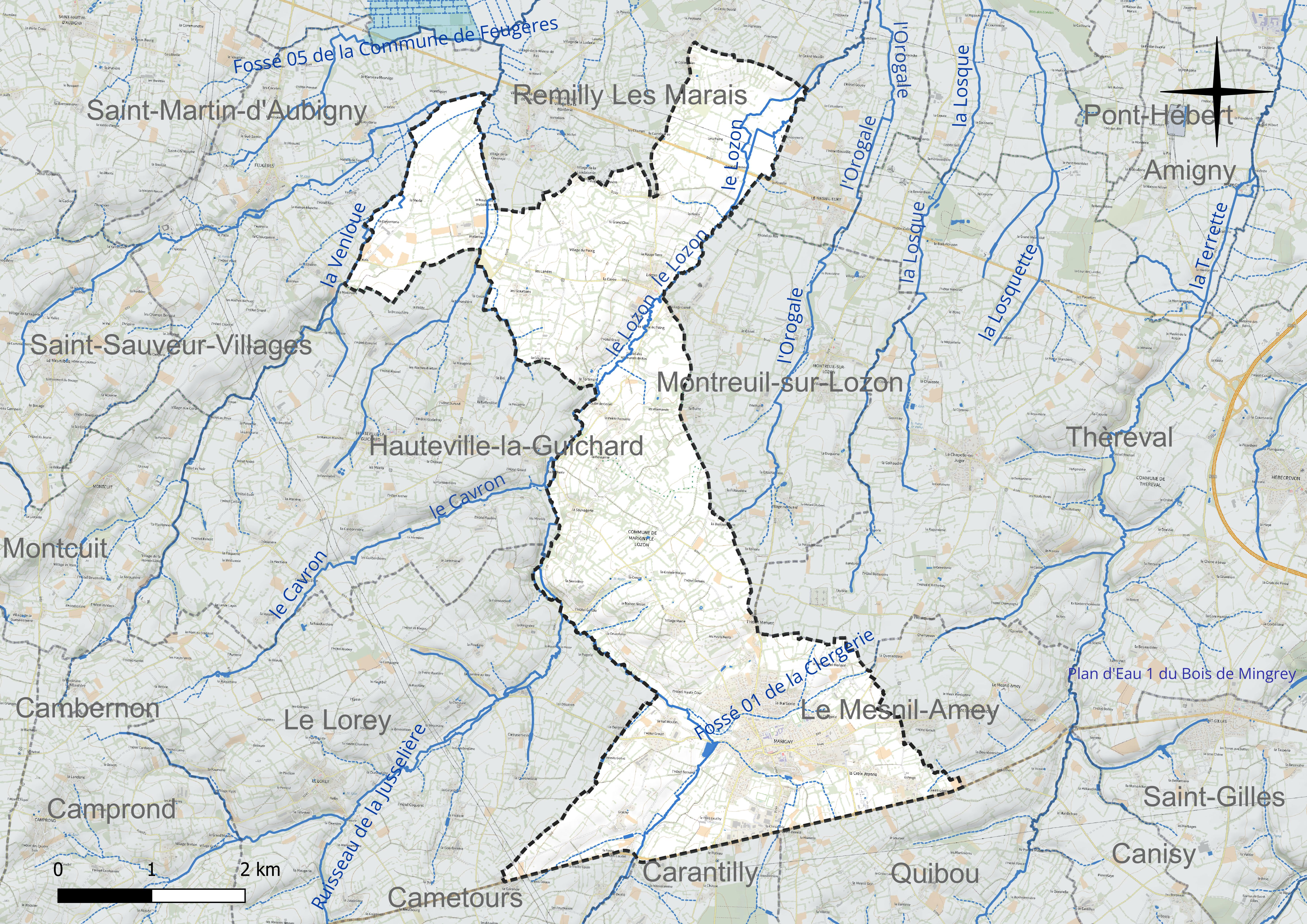
Réseau hydrographique de Marigny-Le-Lozon.

### Climat
Pour des articles plus généraux, voir Climat de la Normandie et Climat de la Manche.
En 2010, le climat de la commune est de type climat océanique franc, selon une étude du CNRS s'appuyant sur une série de données couvrant la période 1971-2000. En 2020, Météo-France publie une typologie des climats de la France métropolitaine dans laquelle la commune est exposée à un climat océanique et est dans la région climatique Normandie (Cotentin, Orne), caractérisée par une pluviométrie relativement élevée (850 mm/a) et un été frais (15,5 °C) et venté.
Pour la période 1971-2000, la température annuelle moyenne est de 10,8 °C, avec une amplitude thermique annuelle de 11,8 °C. Le cumul annuel moyen de précipitations est de 1 067 mm, avec 14,7 jours de précipitations en janvier et 8,4 jours en juillet. Pour la période 1991-2020, la température moyenne annuelle observée sur la station météorologique la plus proche, située sur la commune de Cerisy-la-Salle à 9 km à vol d'oiseau, est de 11,5 °C et le cumul annuel moyen de précipitations est de 1 112,5 mm,. Pour l'avenir, les paramètres climatiques de la commune estimés pour 2050 selon différents scénarios d’émission de gaz à effet de serre sont consultables sur un site dédié publié par Météo-France en novembre 2022.

## Urbanisme

### Typologie
Au 1er janvier 2024, Marigny-Le-Lozon est catégorisée bourg rural, selon la nouvelle grille communale de densité à sept niveaux définie par l'Insee en 2022.
Elle appartient à l'unité urbaine de Marigny-Le-Lozon, une unité urbaine monocommunale constituant une ville isolée,. Par ailleurs la commune fait partie de l'aire d'attraction de Saint-Lô, dont elle est une commune de la couronne,. Cette aire, qui regroupe 63 communes, est catégorisée dans les aires de 50 000 à moins de 200 000 habitants,.

### Lieux-dits, hameaux et écarts
Lozon est devenu un hameau de Marigny-le-Lozon lors de la fusion de 2016.

Lozon
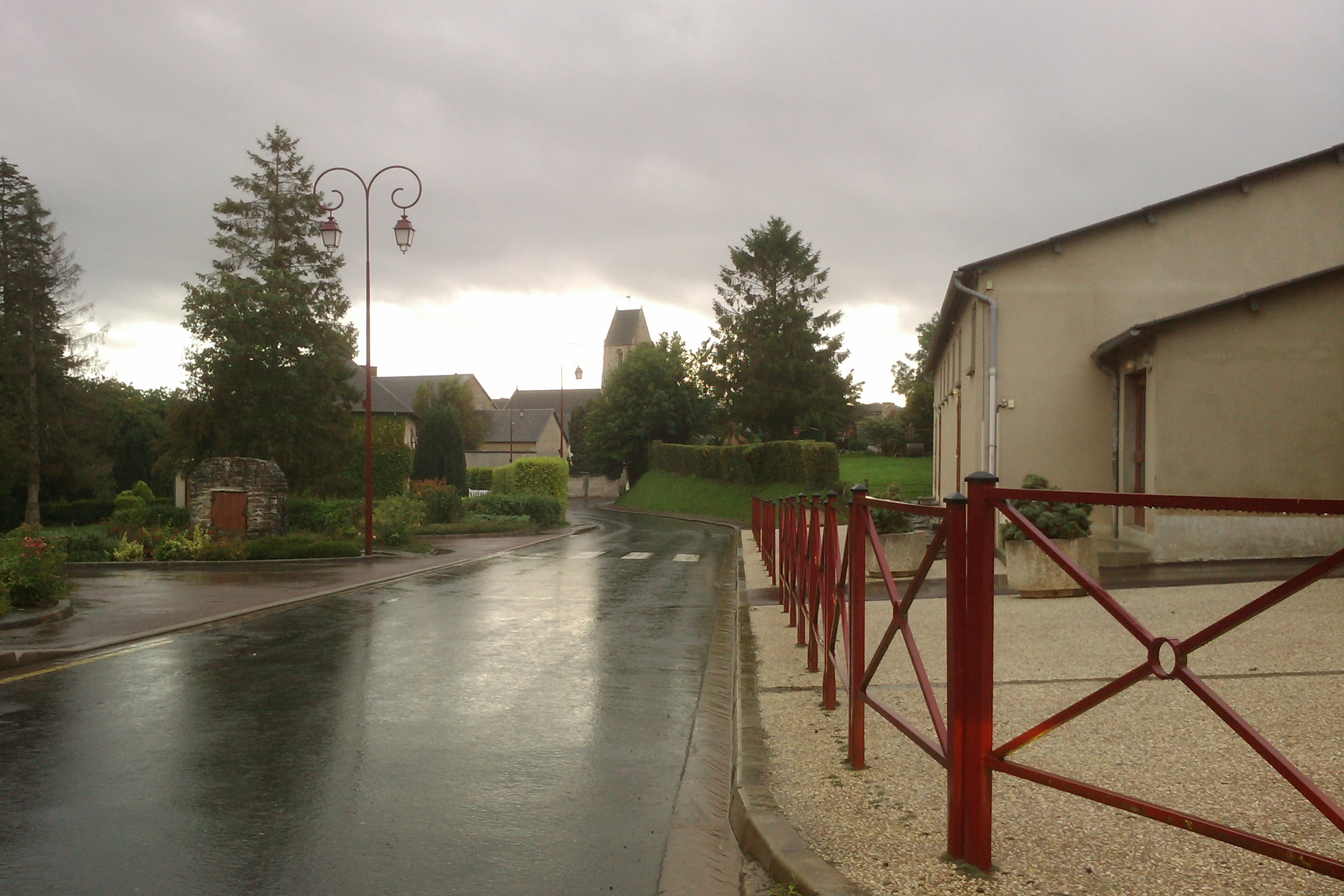
Vue générale.
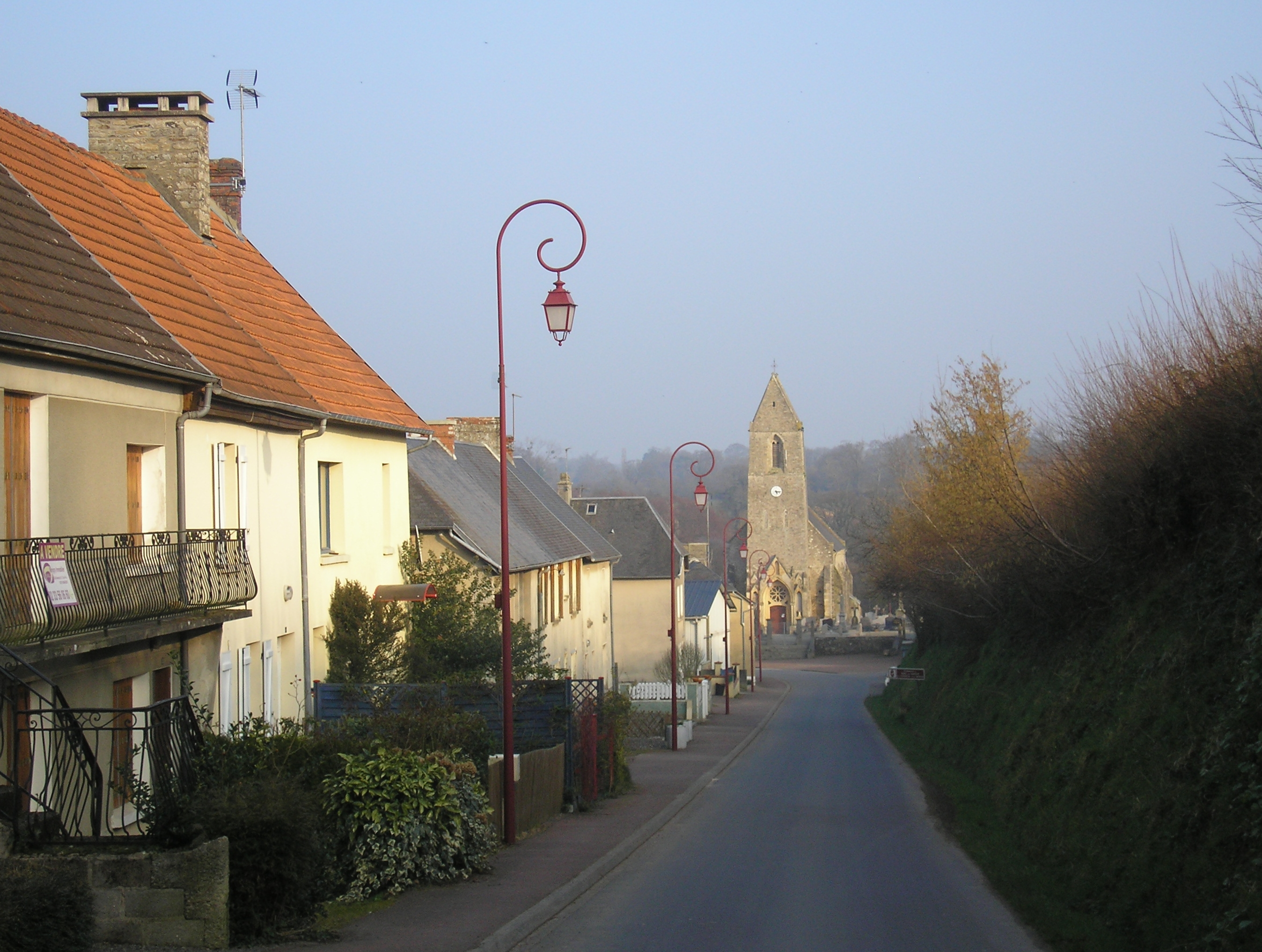
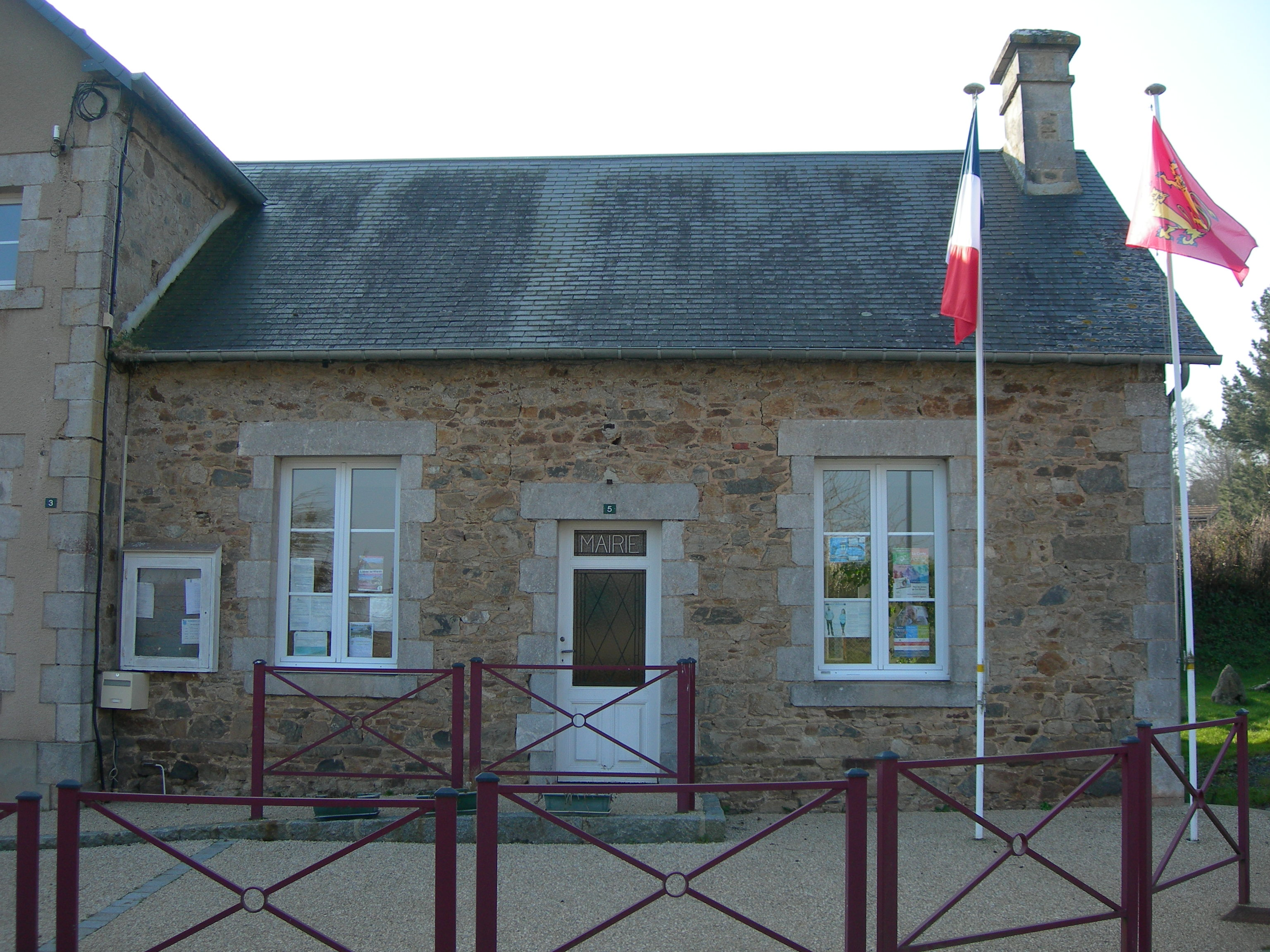
L'ancienne mairie.
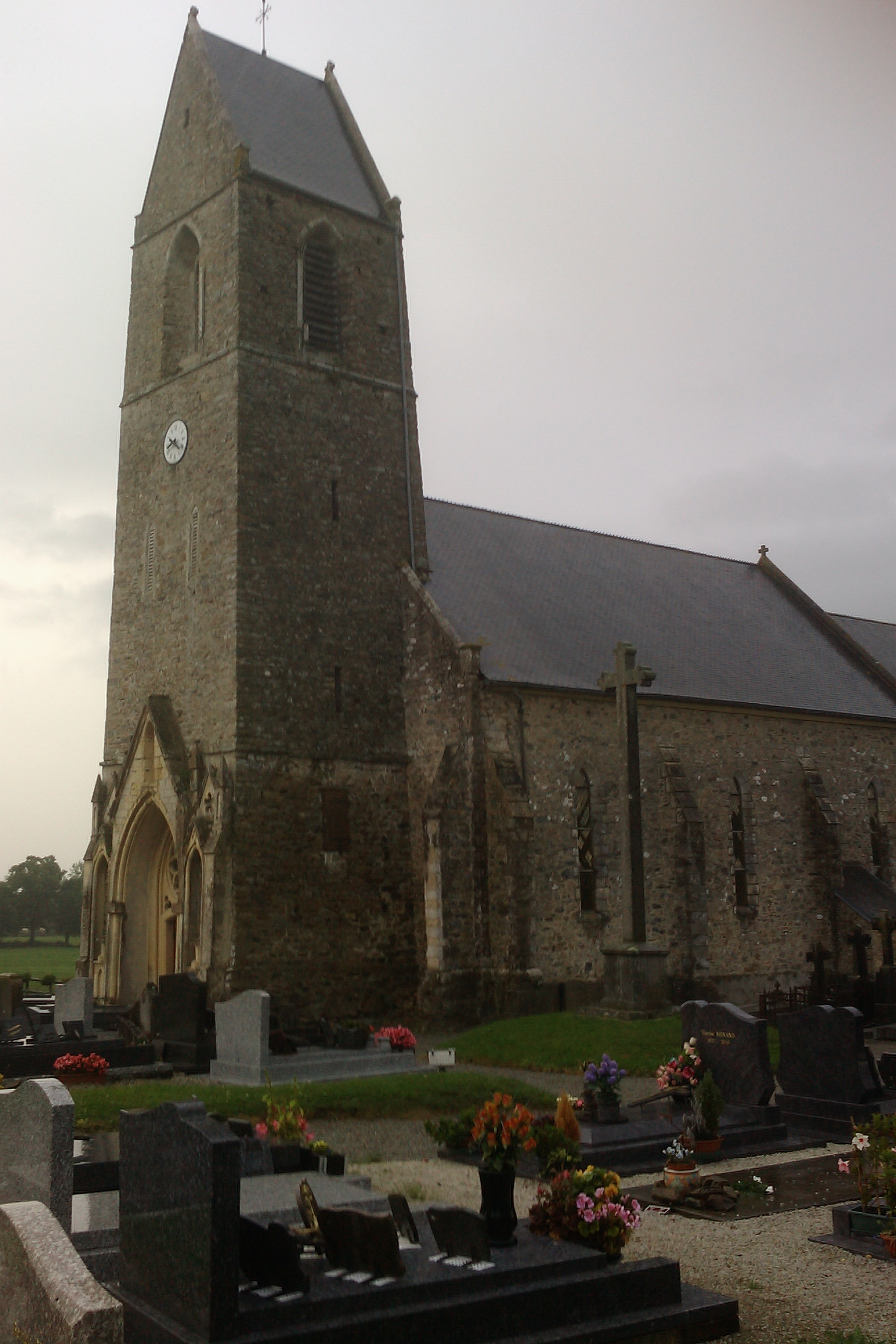
L'église Saint-Lô.

## Toponymie
Le nom de la commune nouvelle reprend les deux toponymes des communes déléguées, Marigny et Lozon.

## Histoire
La commune est créée le 1er janvier 2016 par un arrêté préfectoral du 15 décembre 2015, par la fusion de deux communes, sous le régime juridique des communes nouvelles instauré par la loi no 2010-1563 du 16 décembre 2010 de réforme des collectivités territoriales. Les communes de Lozon et Marigny deviennent des communes déléguées et Marigny est le chef-lieu de la commune nouvelle.
L'ancienne gare de Carantilly - Marigny, située à Carantilly sur la ligne de Lison à Lamballe, a fermé fin 2018.

## Politique et administration

### Rattachements administratifs et électoraux
La commune se trouve depuis sa création en 2016 dans l'arrondissement de Saint-Lô du département de la Manche.
Pour les élections départementales, elle fait partie depuis 2014 du canton de Saint-Lô-1.
Pour l'élection des députés, elle fait partie de la première circonscription de la Manche.

### Intercommunalité
Marigny-Le-Lozon est membre de la communauté d’agglomération dénommée Saint-Lô Agglo, un établissement public de coopération intercommunale (EPCI) à fiscalité propre créé en 2014 par la fusion de plusieurs intercommunalités, dont l'ancienne communauté de communes de Marigny, et auquel la commune a transféré un certain nombre de ses compétences, dans les conditions déterminées par le code général des collectivités territoriales.

### Tendance politiques et résultats
Lors des élections municipales de 2020 dans la Manche, une seule liste (sans étiquette) se présente, menée par le maire sortant Fabrice Lemazurier et obtient la totalité des 598 suffrages exprimés. Elle est donc élue en totalité.
Lors de ce scrutin marqué par la pandémie de Covid-19 en France, 64,88 % des électeurs se sont abstenus et 13,71 % des votants ont choisi un bulletin nul.

### Administration municipale
De 2016 aux élections municipales de 2020, le conseil municipal est composé de l'ensemble des conseillers des deux anciennes communes. Pour la mandature 2020-2026, ce nombre est réduit à 27.

### Liste des maires
| Période      | Période                       | Identité           | Étiquette | Qualité |
| ------------ | ----------------------------- | ------------------ | --------- | --- |
| janvier 2016 | En cours (au 24 janvier 2023) | Fabrice Lemazurier | DVD       | Responsable équipe conseil Maire de l'ex-commune de Marigny (2014 → 2015) Maire délégué de Marigny (2016 → ) Vice-président (2017 → 2020) puis président (2020 → ) de la CA Saint-Lô Agglo Réélu pour le mandat 2020-2026 |

### Communes déléguées

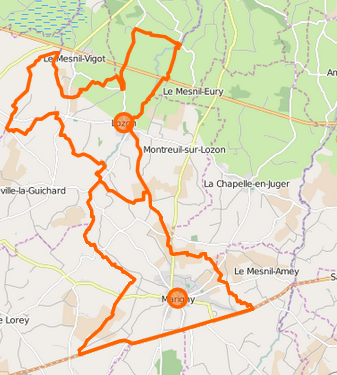
Les deux communes déléguées.

| Nom             | Code Insee | Intercommunalité  | Superficie (km2) | Population (dernière pop. légale) | Densité (hab./km2) |
| --------------- | ---------- | ----------------- | ---------------- | --------------------------------- | ------------------ |
| Marigny (siège) | 50292      | CA Saint-Lô Agglo | 10,31            | 2 436 (2021)                      | 236                |
| Lozon           | 50280      | CA Saint-Lô Agglo | 8,86             | 310 (2021)                        | 35                 |

Le maire-délégué de Lozon pour la mandature 2020-2026 est Marc Bourbey, l'ancien maire du village de 2014 à 2015..

### Jumelages
- Westport (Connecticut) (États-Unis)[29]. Une place du bourg porte le nom de la ville américaine, qui a contribué à sa reconstruction après la Seconde Guerre mondiale
- Şomoşcheş (ro) (Roumanie) depuis 2002.

## Équipements et services publics
La commune s'est dotée en 2020 d'une nouvelle mairie, place Cadenet, élément de son Pôle public, qui assure entre autres les missions France Services.
Un marché forain se tient à Marigny le mercredi.

### Enseignement
Les enfants de la commune sont scolarisés à l’école publique Julien-Bodin, qui comprend une classe inclusive accueillant des enfants de l'Idriss de Marigny, et l'école privée Notre-Dame, de quatre classes.
Le collège Jean-Monnet de Marigny-le-Lozon, qui accueille 330 élèves en 2022-2023, scolarise les enfants de la commune et des environs.

### Équipements culturels
La commune dispose d'une bibliothèque municipale, à la mairie, place Cadenet, et une école intercantonale de musique quiaccueille en 2023 130 élèves. Marigny-le-Lozon dispose également d'un club de football nommé ESMLMV

### Santé et solidarité
Un institut médico-éducatif de développement et de recherche en inclusion sociale (Idriss) se trouve à Marigny.
La commune dispose de l'EHPAD Les Hortensias. Pour les personnes âgées valides, l'association gestionnaire de cet équipement crée en 2023 une résidence de 11 studios situés à proximité, près des commerces et services du bourg.
L'association le Panier solidaire, en partenariat avec la banque alimentaire de Saint-Lô, assure la logistique et la distribution de denrées alimentaires auprès de 88 familles en difficulté à Marigny et aux alentours, soit 1 509 colis distribués à 241 personnes lors de 595 passages en 2021.

### Postes et télécommunications
Le bureau de poste de Marigny est menacé de fermeture en 2021 et est remplacé par une agence postale communale, au service moins étoffé,.

### Justice, sécurité, secours et défense
Un centre de secours des pompiers, animé en 2019 par 33 actifs volontaires, assure la protection du bourg et des environs. Il a réalisé 586 interventions en 2022, et la construction d'un nouveau bâtiment a été décidée.

## Population et société

### Démographie
La population des anciennes communes puis de la commune nouvelle est connue par les recensements menés régulièrement par l'Insee. Ces chiffres concernent le territoire de l'actuelle commune nouvelle.
En 2025, la commune nouvelle comptait 2 754 habitants.
| 1968  | 1975  | 1982  | 1990  | 1999  | 2008  | 2013  | 2019  |
| ----- | ----- | ----- | ----- | ----- | ----- | ----- | ----- |
| 1 531 | 1 547 | 1 725 | 1 960 | 2 183 | 2 413 | 2 550 | 2 687 |

### Manifestations culturelles et festivités
Le 118e comice agricole s'est tenu à Lozon le 25 août 2022, présentant soixante bovins de toutes races, issus de huit élevages.

### Sports et loisirs
L’Étoile sportive Marigny-Lozon-Mesnil-Vigot (ESMLMV) est le club de football local.
L’Amicale laïque Marigny Handball (ALM HB) est  le club de handball de la commune, il est affilié à la Fédération française de handball (FFHB). Le club compte environ 200 licenciés. Les seniors garçons évoluent au niveau honneur régional (R3) et les seniors féminines au niveau excellence départementale (D1). Le président est Sammy Dubosq. Nicolas Marais, président de la Ligue de Normandie de Handball (LNHB) et président du Comité régional olympique et sportif de Normandie (CROS), est issu de ce club.[réf. nécessaire]

### Vie associative
L'association Au120 de Marigny-le-Lozon organise en juin 2021 et en juin 2022 une exposition de 120 œuvres d'art en extérieur ou dans des équipements publics, dans le nouveau square, la mairie, à l’étang, devant le lavoir de Lozon et au Pôle santé.
L’association Marigny Evénement est spécialisée dans l’organisation de concerts, tel celui du groupe de rock celtique Merzhin en 2022 ou du chanteur interprète Keen'V en 2019,,.

### Cultes
La paroisse catholique de Marigny - Saint-Vincent de Paul regroupe sur 12 clochers : Marigny, Le Mesnil-Amey, Carantilly, Saint Gilles, Hébécrevon, La Chapelle-en-Juger, Montreuil-sur-Lozon, Lozon, Le Mesnil-Eury, Remilly-sur-Lozon, Le Mesnil Vigot et Le Lorey,.

## Culture locale et patrimoine

### Lieux et monuments
- Le cimetière militaire allemand de Marigny regroupant plus de 11 000 tombes de soldats allemands tués pendant la bataille de Normandie — dont celle du général Erich Marcks — se trouve à proximité (mais, malgré son nom, sur l'ancienne commune de La Chapelle-en-Juger à Thèreval)[56],[57]
- Le mémorial Cobra, 2, rue des Alleux, comprend trois salles consacrées à l'Opération Cobra et aux bombardements qui ont permis, après le Débarquement du 6 juin 1944, la percée des Alliés à l’ouest de Saint-Lô. Une salle est également consacrée à la Première Guerre mondiale[58]
- Église Saint-Pierre de Marigny, néo-gothique, dont les vitraux, détruits pendant la Seconde Guerre mondiale, ont été remplacés par seize vitraux, réalisés à Paris dans les ateliers des maîtres verriers Mauméjean, ont été offerts par trois communautés religieuses américaines (israélite, unitarienne et catholique) de Wesport et installés en 1952, lors des travaux de reconstruction de l’église[59].
- Église Saint-Lô de Lozon du XVe siècle.
- Butte du Castel, motte castrale inscrite aux Monuments historiques[60]. Elle se trouve sur la route du bourg en direction du lieu-dit le Poteau au point le plus bas à gauche.
- Manoir d'Hubertant, à Lozon, de la fin du XVe siècle ou du début du XVIe siècle, inscrit au titre des Monuments historiques depuis le 26 mars 2002[61].
- La Cousinière (XVIIIe siècle), à Lozon.
- L'étang de Marigny est un lieu de rencontre pour les pêcheurs. Une aire de jeu et un terrain de pétanque y ont été aménagés.
- L’îlot de biodiversité est un espace de 5 ha ouvert au public en 2021, non loin de la ceinture verte de Marigny, et  qui comprend une importante diversité de ses espaces ouverts, tels que le verger des écoliers, deux sous-bois naturels, deux zones humides protégées et un grand pré vert, où une forêt de 1 000 arbres verra le jour dans le futur. On y trouve de nombreuses espèces végétales et animales[62].

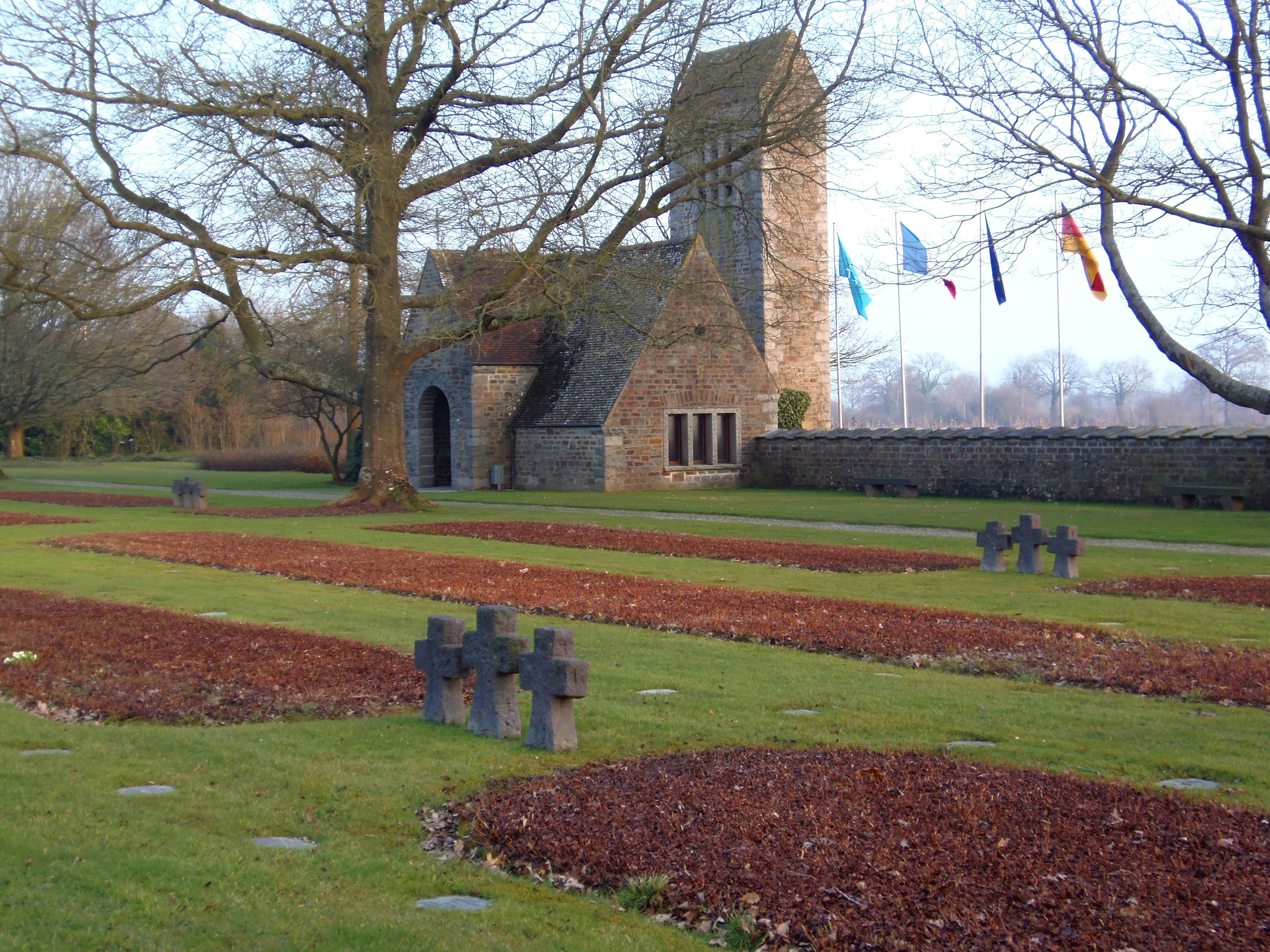
Le cimetière militaire allemand à La Chapelle-en-Juger.
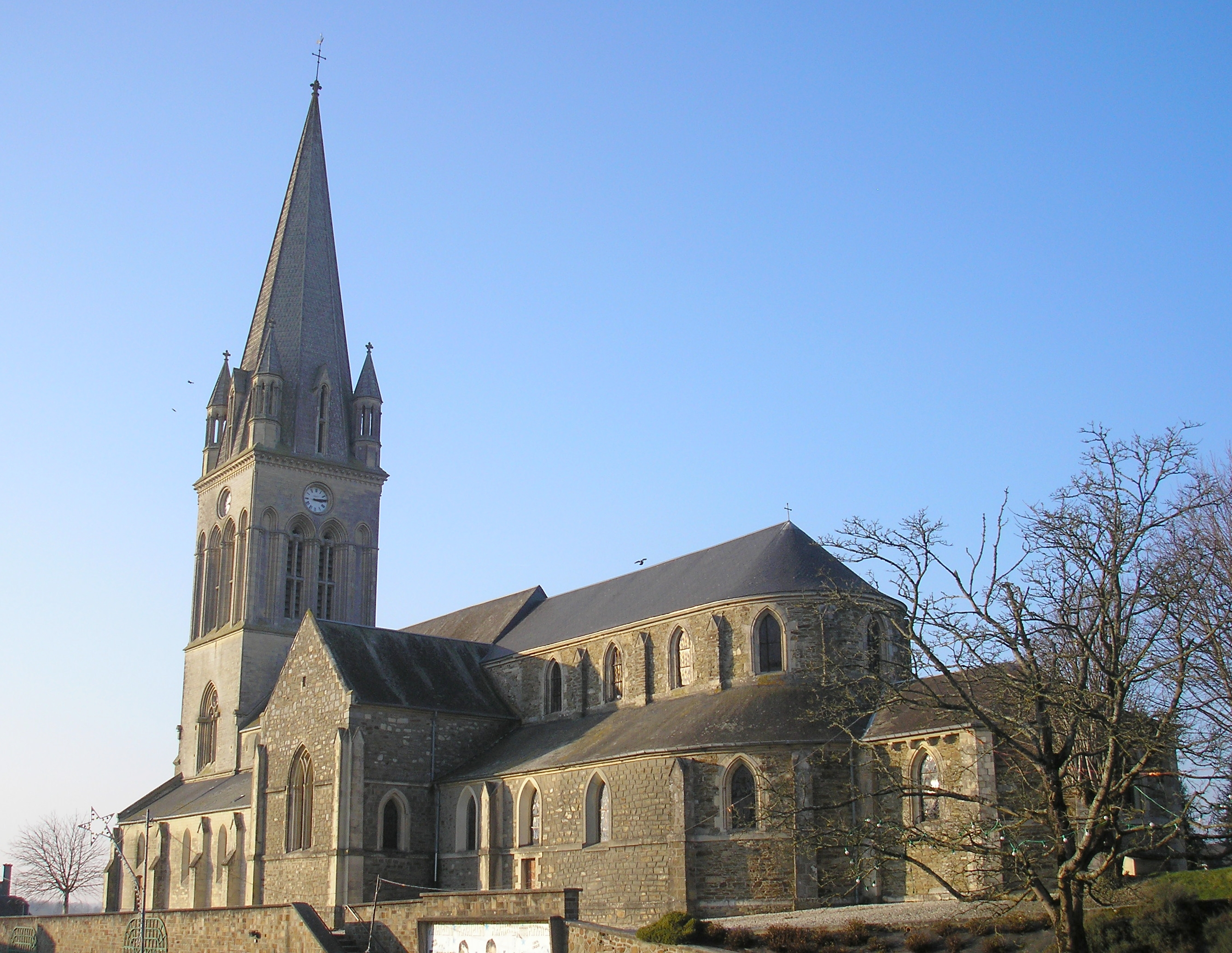
L'église Saint-Pierre de Marigny.
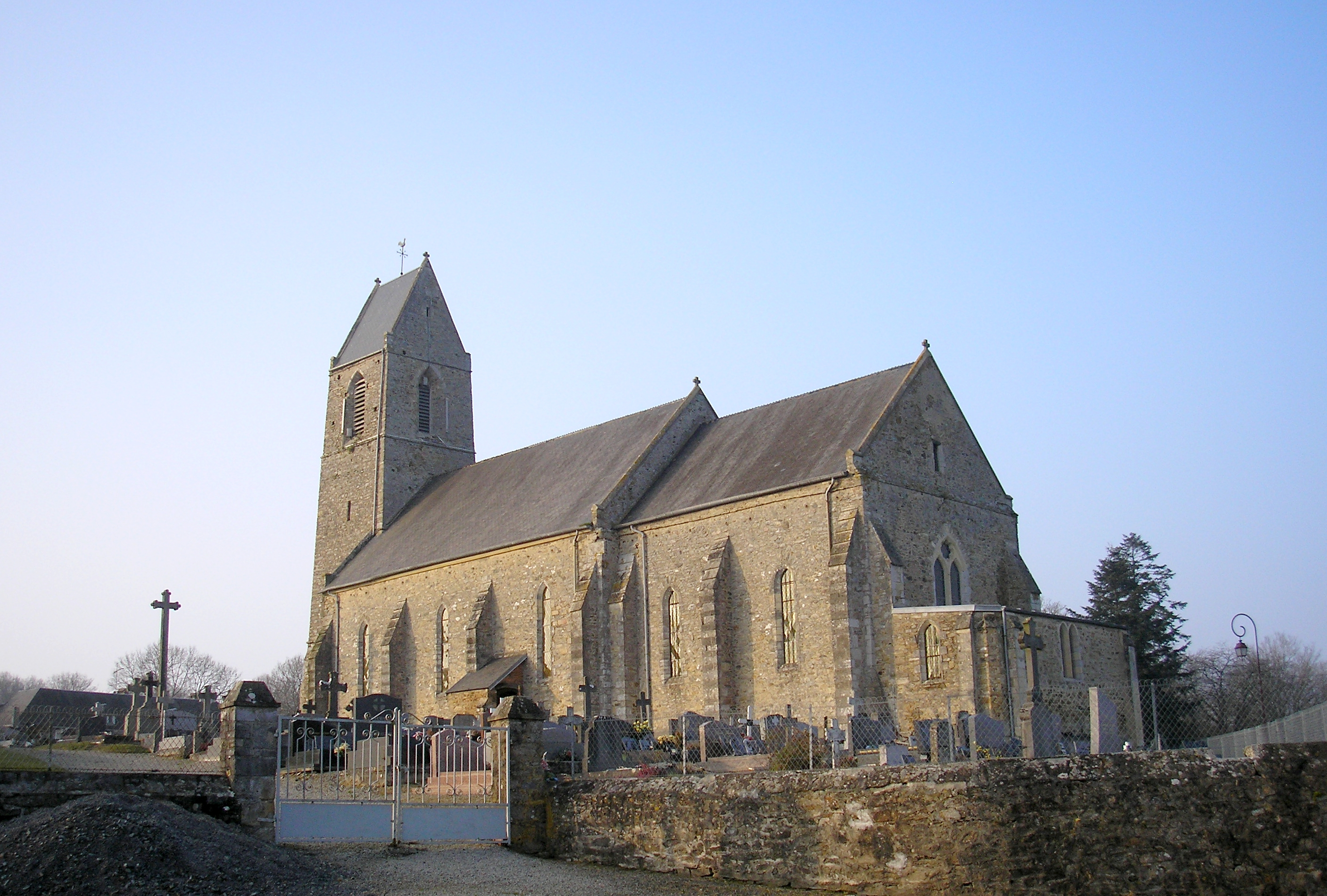
L'église Saint-Lô de Lozon
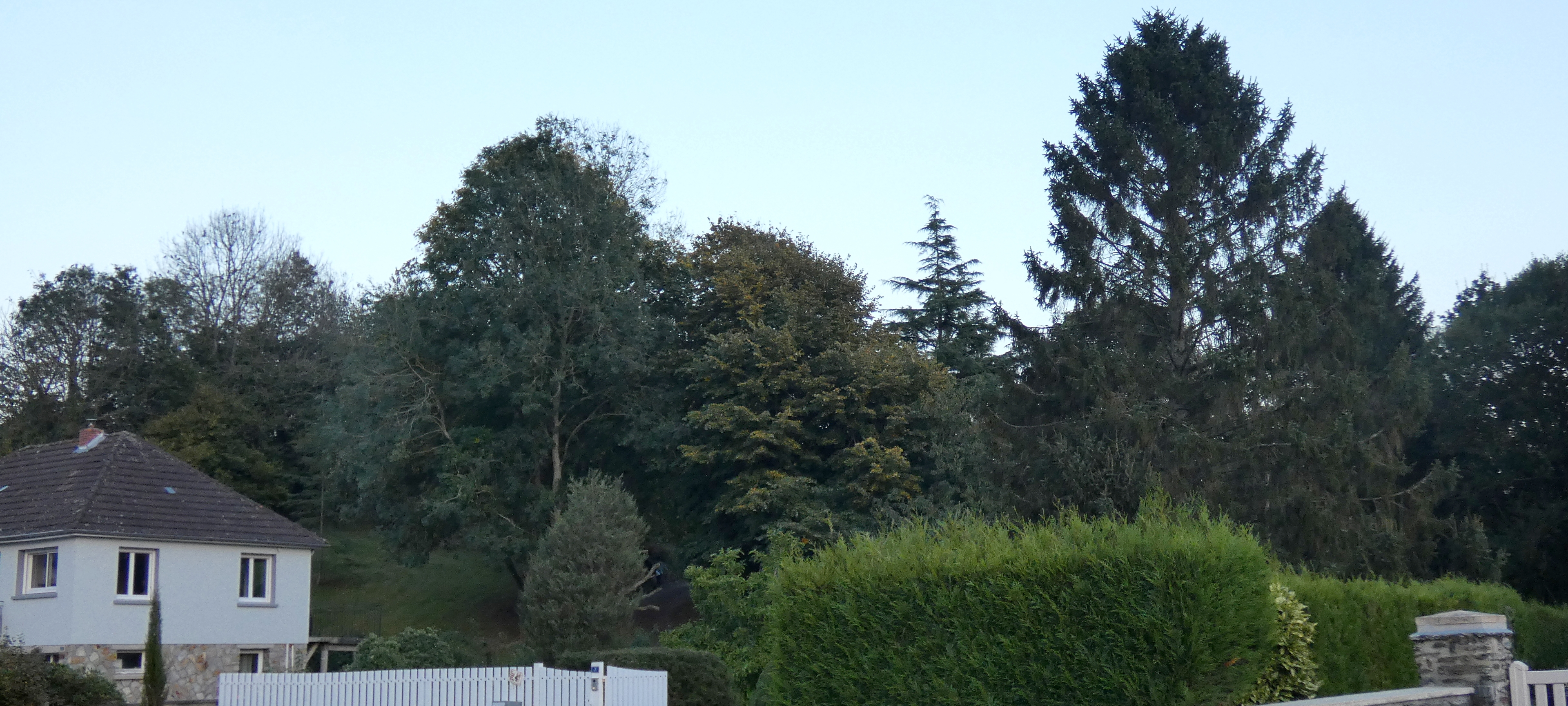
La butte du Castel.
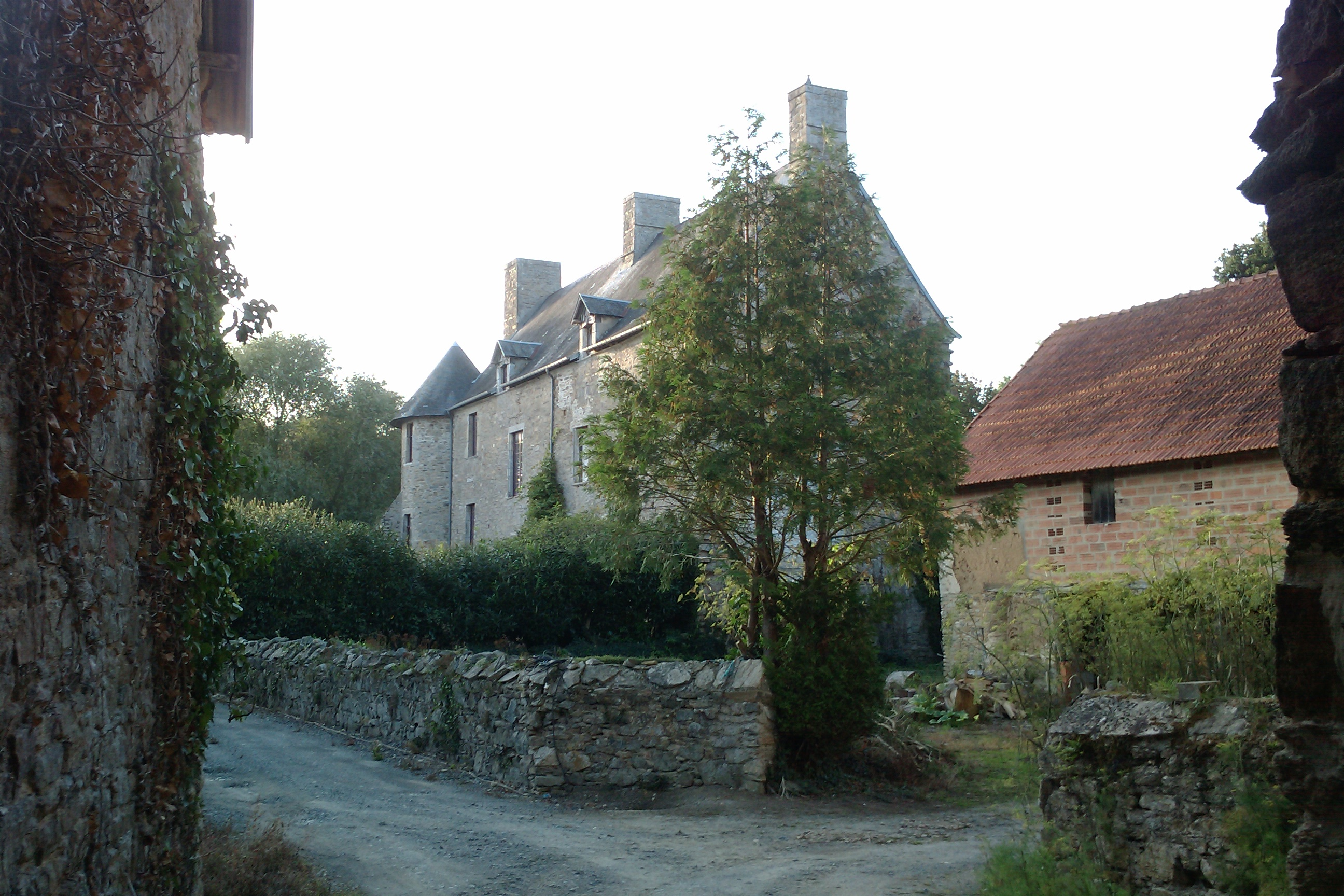
Le manoir d'Hubertant.

### Personnalités liées à la commune
- Charles de Saint-Évremond (1614-1703), seigneur de Saint-Ébremond.
- Louis Jean David le Trésor du Bactot (1744-1817), maréchal de camp des armées de la Royauté, est né à Saint-Louet-sur-Lozon.
- Jacques Bainville (1879-1936), journaliste, historien et académicien, dont la femme était originaire de Marigny, est enterré dans le square derrière l'église[63].

## Pour approfondir